# Gustiana abditalis
Gustiana abditalis là một loài bướm đêm trong họ Noctuidae.